# بروس ماكفيل
بروس ماكفيل (بالإنجليزية: Bruce McPhail)‏ هو لاعب اتحاد الرغبي نيوزيلندي، ولد في 26 يناير 1937 في أشبورتون ‏ في نيوزيلندا.